# Johann Heinrich Ramberg

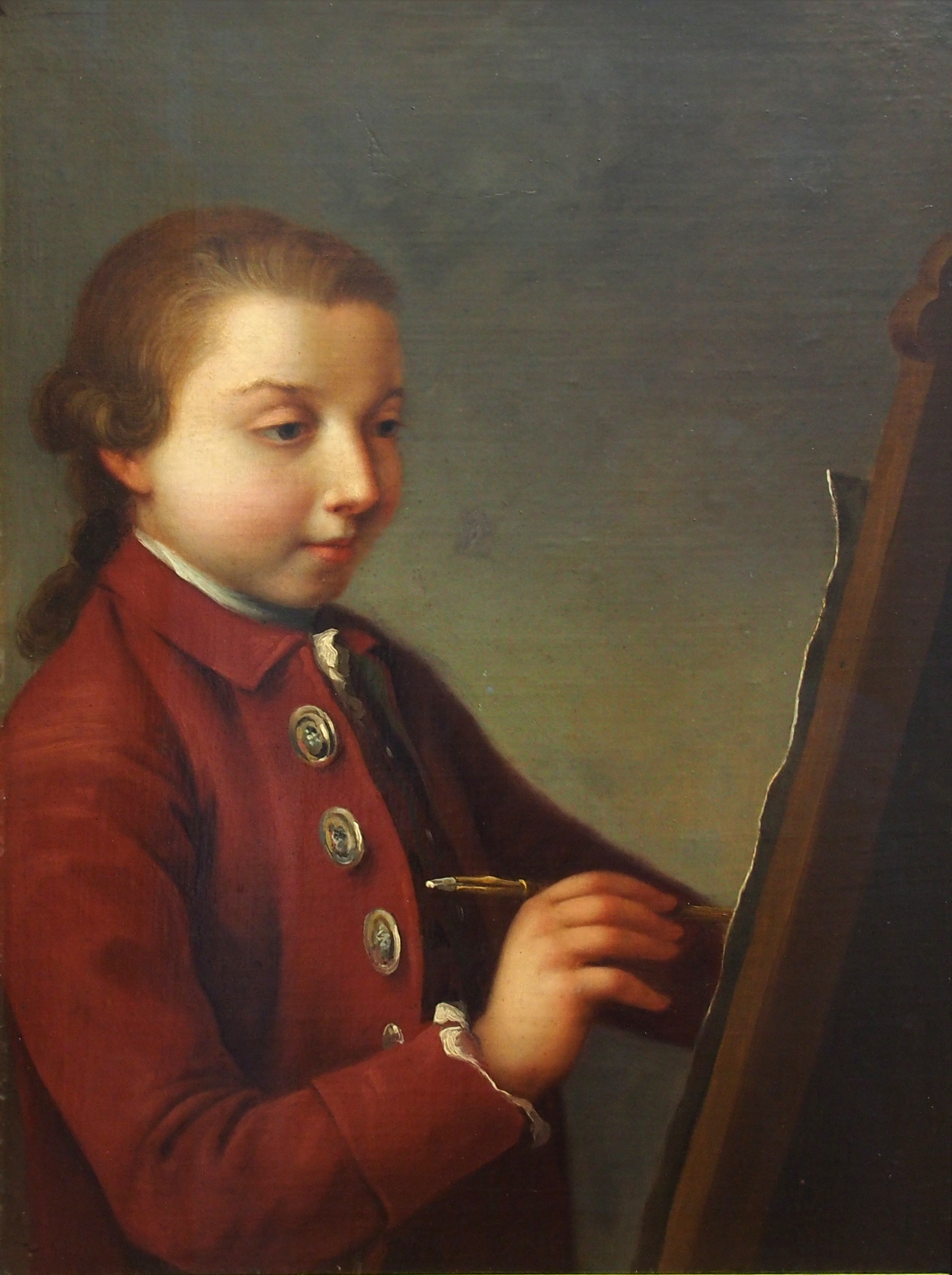
Selbstbildnis (um 1776)

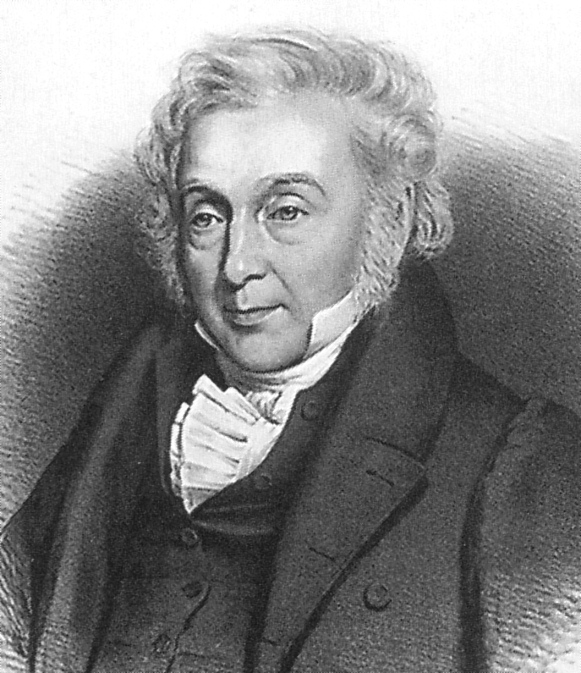
Johann Heinrich Ramberg

Johann Heinrich Ramberg (* 22. Juli 1763 in Hainholz bei Hannover; † 6. Juli 1840 ebenda) war ein deutscher Maler und Satiriker. Als Zeichner, Karikaturist und (Buch-)Illustrator insbesondere zu literarischen Werken, befreundet und bekannt mit bedeutenden Verlegern und Dichtern, „zählte er zu den Großen seiner Zeit“.

## Biographie

### Familie

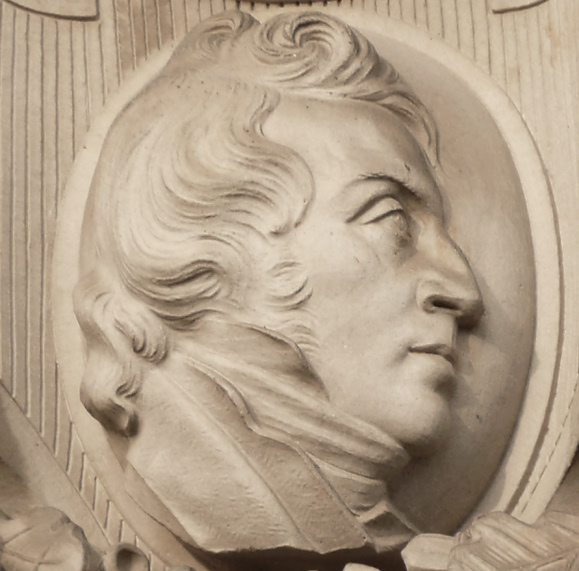
Johann Heinrich Ramberg als Porträtmedaillon über der Südterrasse vom Neuen Rathaus Hannover

Johann Heinrich war der Sohn des Kriegssekretärs, Kommerzrates und Architekten Johann Daniel Ramberg und der Sophie Margarethe (1739–1811), Tochter des Zeugmachers und Gardesoldaten Friedrich Gerstenberg in Hameln.
Seine Großneffen waren die Brüder Hermann von Ramberg (1820–1899), österreichischer General, und Arthur von Ramberg (1819–1875), österreichischer Kunstmaler und Zeichner. Beide waren Söhne des österreichischen Feldmarschallleutnants Georg Heinrich von Ramberg, der zusammen mit seinen Kindern am 25. Juli 1849 mit Diplom vom 22. Januar 1850 in Wien in den erblichen österreichischen Freiherrnstand erhoben wurde.
Johann Heinrich Ramberg heiratete 1797 Luise Timmen, die Tochter des Schützenwirts Christian Thimm. Das Paar hatte einen Sohn und drei Töchter, wobei ein Sohn des evangelischen Rambergs unehelich gezeugt wurde.

### Werdegang

#### Niedersachsen bis 1781

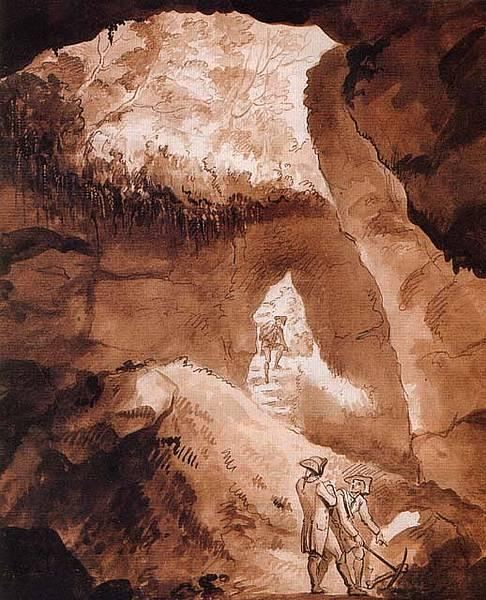
Die Einhornhöhle in Harz, um 1780

Johann Heinrich Ramberg wurde schon vom Vater, der selbst ein Maler, Kunstliebhaber und -sammler war, im Zeichnen unterrichtet. Das früh erwachte Talent seines Sohnes suchte der Vater durch Vorlage von Blättern von Le Prince, Zeichnungen von La Fage, Boucher und anderen zu entwickeln und zu fördern.
Nachdem Ramberg nach einer Reise durch den Harz, 1780 gemeinsam mit Pascha Johann Friedrich Weitsch, dann ein Album mit einem Dutzend „Ansichten aus dem Harz“ gefertigt hatte und diese durch den hannoverschen Gesandten dem hannoversch-englischen König Georg III. in London vorgelegt wurden, verhalf der König dem 17-jährigen Ramberg zum Studium an der Royal Academy of Arts ab 1781 in London.

#### London bis 1788
Knapp neun Jahre blieb Ramberg nun zur Ausbildung in der britischen Hauptstadt. An der Royal Academy unterrichtete ihn vor allem Benjamin West in der Historienmalerei. Rasche Erfolge erzielte Ramberg jedoch mit satirischen Zeichnungen, Vorlagen für Kupferstecher, Porträts und einem Altarbild für die German Chapel im St James’s Palace. „John Boydell beauftragte ihn für seine Shakespeare Gallery mit der Malvolio-Szene aus »Was ihr wollt«“ (im Besitz des Yale University Art Gallery, New Haven, Connecticut).
Neben Illustrationen zeichnete Ramberg – in Anwesenheit des seinerzeit schon gemütskranken Königs – mitunter innerhalb von Minuten Witzblätter und Karikaturen, teils mit Darstellungen des Monarchen selbst. Der König, für den man solche Unterhaltungen gesucht hatte, quittierte die Arbeiten Rambergs teils mit großem Beifall. In diesem Zusammenhang entstanden auch die ersten, für Sammler sehr selten gewordenen Radierversuche Rambergs.

#### Deutschland und Italien bis 1792

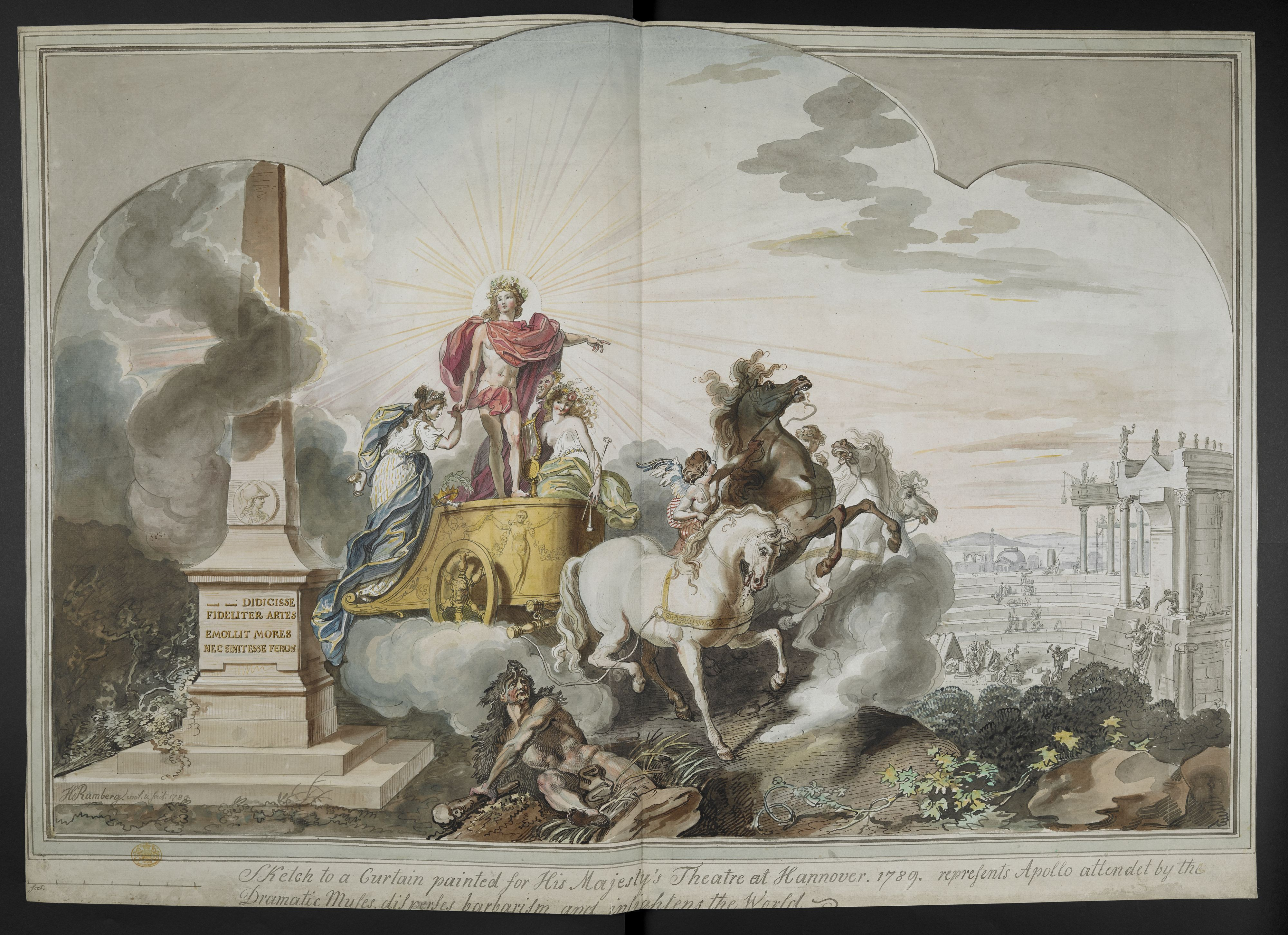
Rambergs 1789 datierter Entwurf des Vorhangs für das Schlosstheater in Hannover

Mit Unterstützung seines königlichen Mäzens begab sich der nunmehr 25-jährige Ramberg ab 1788 mit seinem Stipendium auf eine mehrjährige Studienreise, zunächst in die Niederlande, um die dortigen Galerien zu besuchen, und dann weiter nach Deutschland. 1789 entwarf er den berühmten Theatervorhang für das Hoftheater im Leineschloss in Hannover (der später im dortigen Opernhaus aufgehängt wurde und während der Luftangriffe 1943 verbrannte). Der Vorhang zeigte den Apoll auf seinem Wagen.

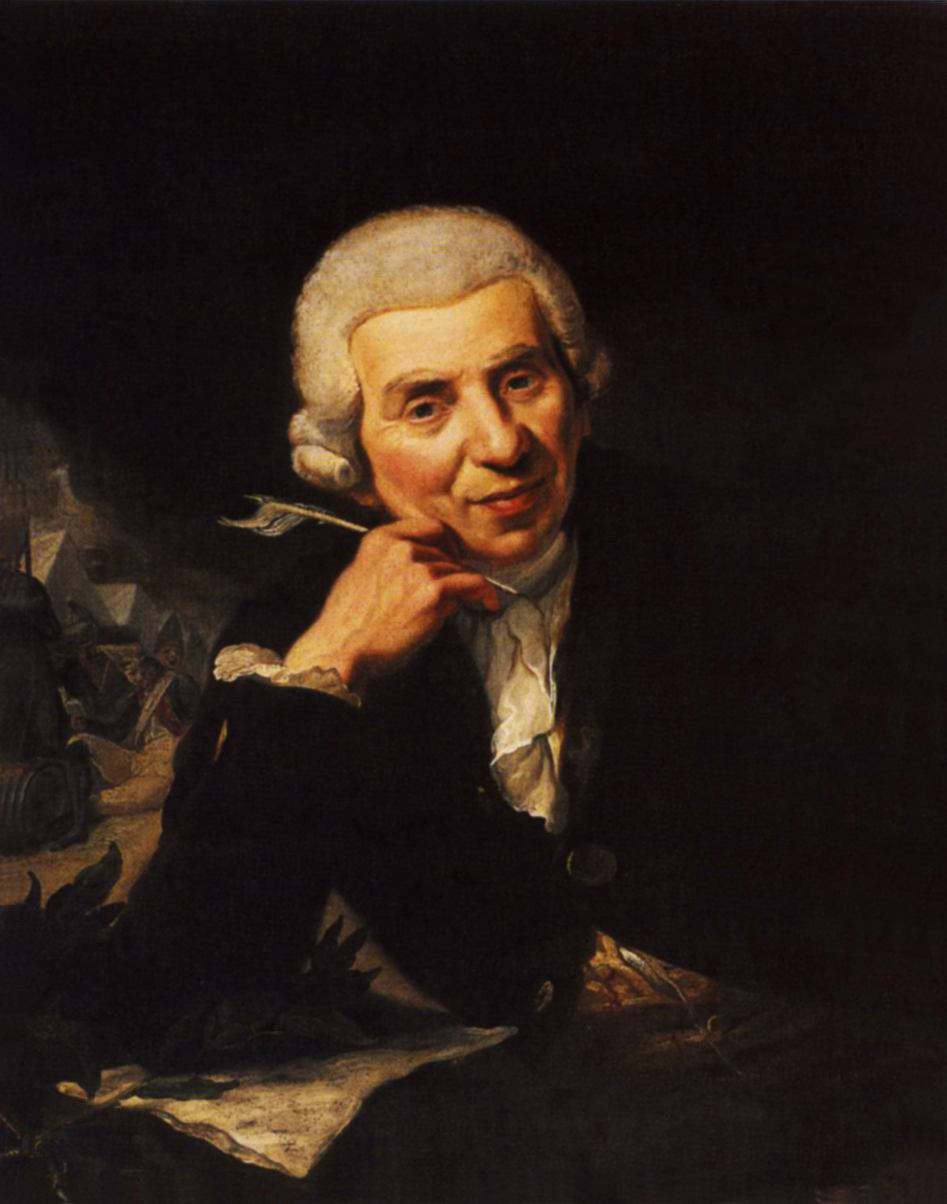
Johann Wilhelm Ludwig Gleim, 1798 gemalt von Ramberg, heute im Gleimhaus in Halberstadt

In Leipzig malte Ramberg anschließend das Bildnis des Dichters Johann Wilhelm Ludwig Gleim.
In Dresden ließ sich Ramberg in der Kunst des Radierens ausbilden. Dabei traf er Maler 1791 mit Christian Gottfried Körner zusammen. Dessen Urteil über Ramberg fiel „jedoch nicht besonders günstig“ aus. So schrieb Körner in einem Brief von Dresden am 2. Februar 1791 an Friedrich Schiller, Ramberg sei ein wilder, übermütiger Bursche, „der sich fühlt und schwerlich weiter in der Kunst kommen werde“. Ihm fehle es zwar nicht an Ideen, aber er sei einseitig und dabei ebenso dreist in seinen Urteilen wie auch in seinen Zeichnungen; „überhaupt wolle er [Ramberg] lieber das Leben nach seiner Weise genießen“, als sich durch weiteres Studium fortzubilden. Dazu urteilte später Hyacinth Holland 1888 in der Allgemeinen Deutschen Biographie: „Das paßt ganz auf R., welcher schon früher größere Anerkennung fand, als sein mehr improvisatorisches Talent verdiente.“
Doch andere Kritiker als Körner beurteilten die Fähigkeiten Rambergs entgegengesetzt: Gefördert durch verschiedene Empfehlungen reiste der Zeichner und Karikaturist weiter über Prag nach Wien. In beiden Städten hielt er sich längere Zeit auf und unterhielt mit seinem Talent vor geneigtem Publikum insbesondere „die vornehmen Kreise“. Auf seiner Weiterreise nach Italien malte er in 1791 in Venedig den späteren Generaldirektor der französischen Museen (Louvre), Dominique Vivant Denon, während dieser dort einen Kupferstich mit dem Porträt Rambergs stach. Nach Aufenthalten in Bologna und Parma, Rom und Neapel kehrte Ramberg schließlich zurück nach Deutschland.

#### Hannover ab 1792

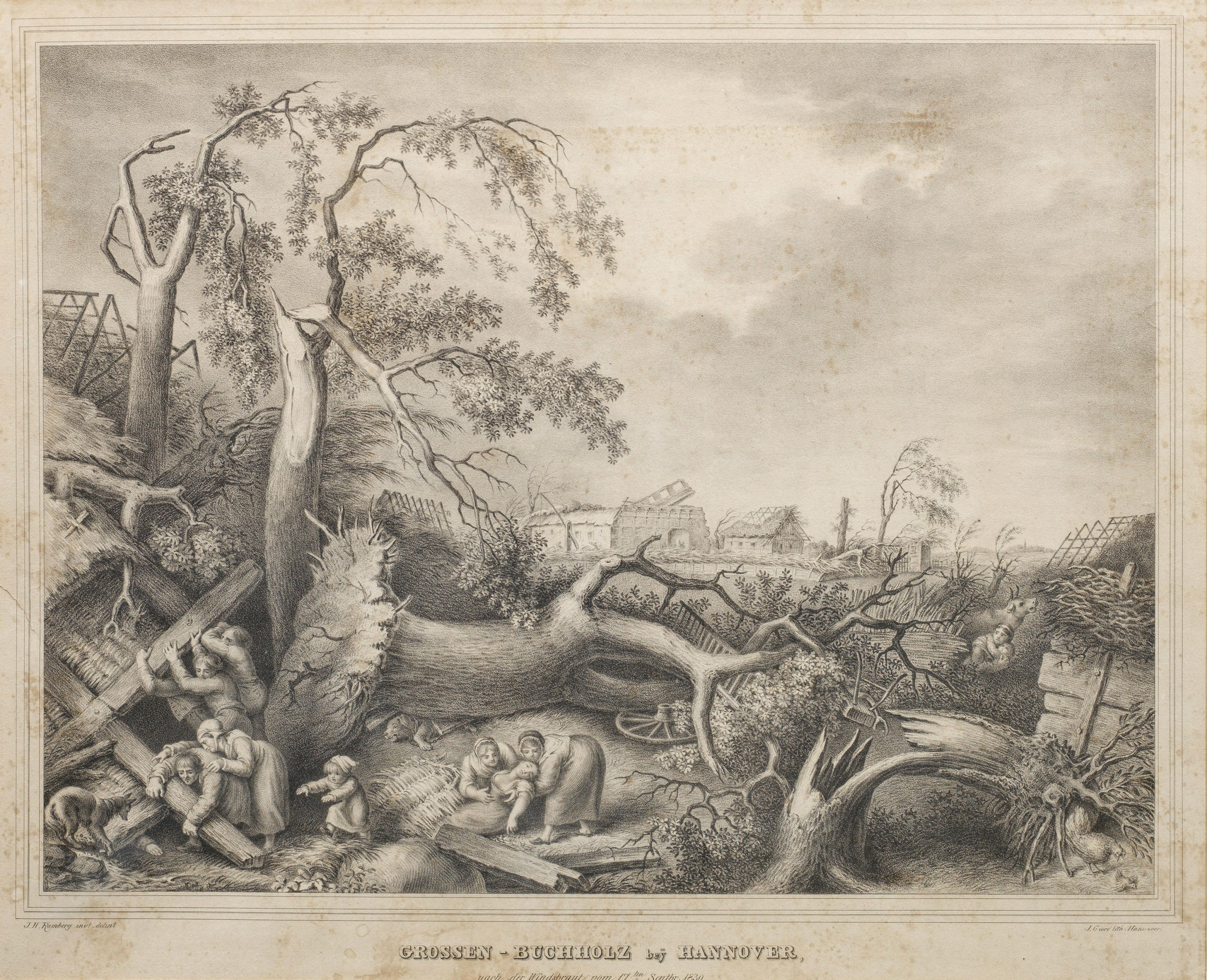
„Grossen Buchholz nach der Windsbraut“ vom 17. September 1830;
Lithografie „Zum Besten der Armen“ von Julius Giere nach Ramberg

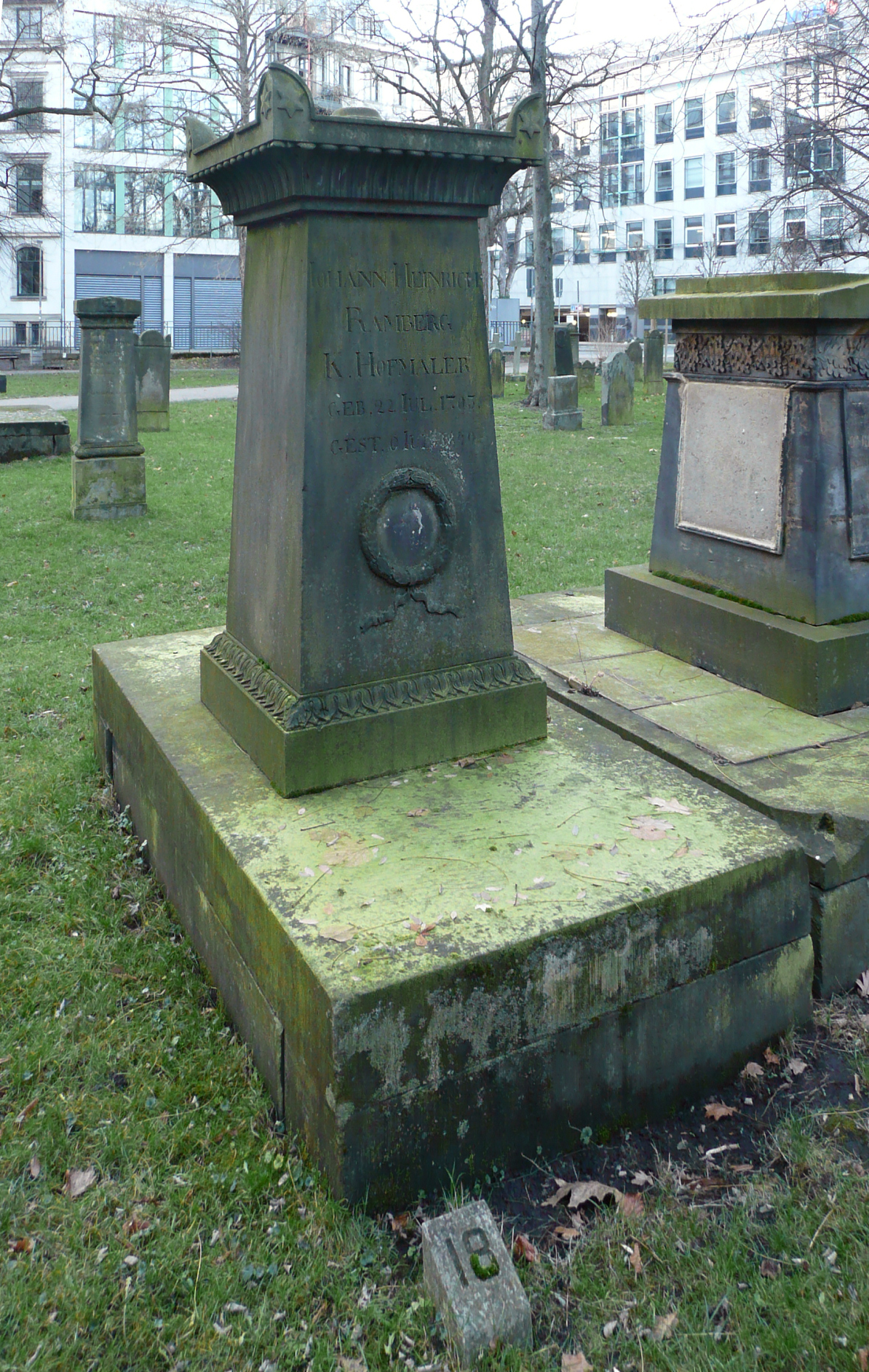
Grabmal auf dem Gartenfriedhof

Nachdem er in Leipzig Kontakte zu dem Verleger Georg Joachim Göschen geknüpft hatte, begann Rambergs „stetige und reiche Produktion von Buchillustrationen“, darunter „zur berühmten Wieland-Ausgabe 1794–1802“, zu Texten von Friedrich Schiller, Johann Wolfgang von Goethe und Christian Fürchtegott Gellert, aber auch für Almanache und Taschenbücher.
1793 wurde Ramberg in Hannover zum „Königlichen Hof- und Cabinettsmaler“ ernannt. Neben seiner Stelle als Theaterdekorateur entwarf er – meist mit allegorischen Darstellungen – Wand- und Deckenbilder zum Beispiel für die hannoversche Börse und Schloss Herrenhausen sowie Festtagsdekorationen (sämtlich im Zweiten Weltkrieg zerstört, jedoch teilweise als Entwürfe dokumentiert). 1797 heiratete er Luise Timmen, erwarb jedoch erst 1800 das Bürgerrecht der Stadt Hannover. Seit 1819 war er mit Hermann Gottlob von Greiffenegg befreundet, aus dessen Nachlass auf Umwegen ein größeres Konvolut an Arbeiten ins Augustinermuseum kam.
Einer seiner Schüler war der Maler Burchard Giesewell.
Johann Heinrich Ramberg wurde auf dem Gartenfriedhof in Hannover neben dem Grab seines Vaters beerdigt.

## Werke
Bekannt ist er vor allem als Zeichner, Karikaturist und Illustrator (vor allem von Werken Boccaccios, La Fontaines, Wielands und Goethes). Aber auch ein Segnender Jesus befindet sich in Meppen im Emsland.

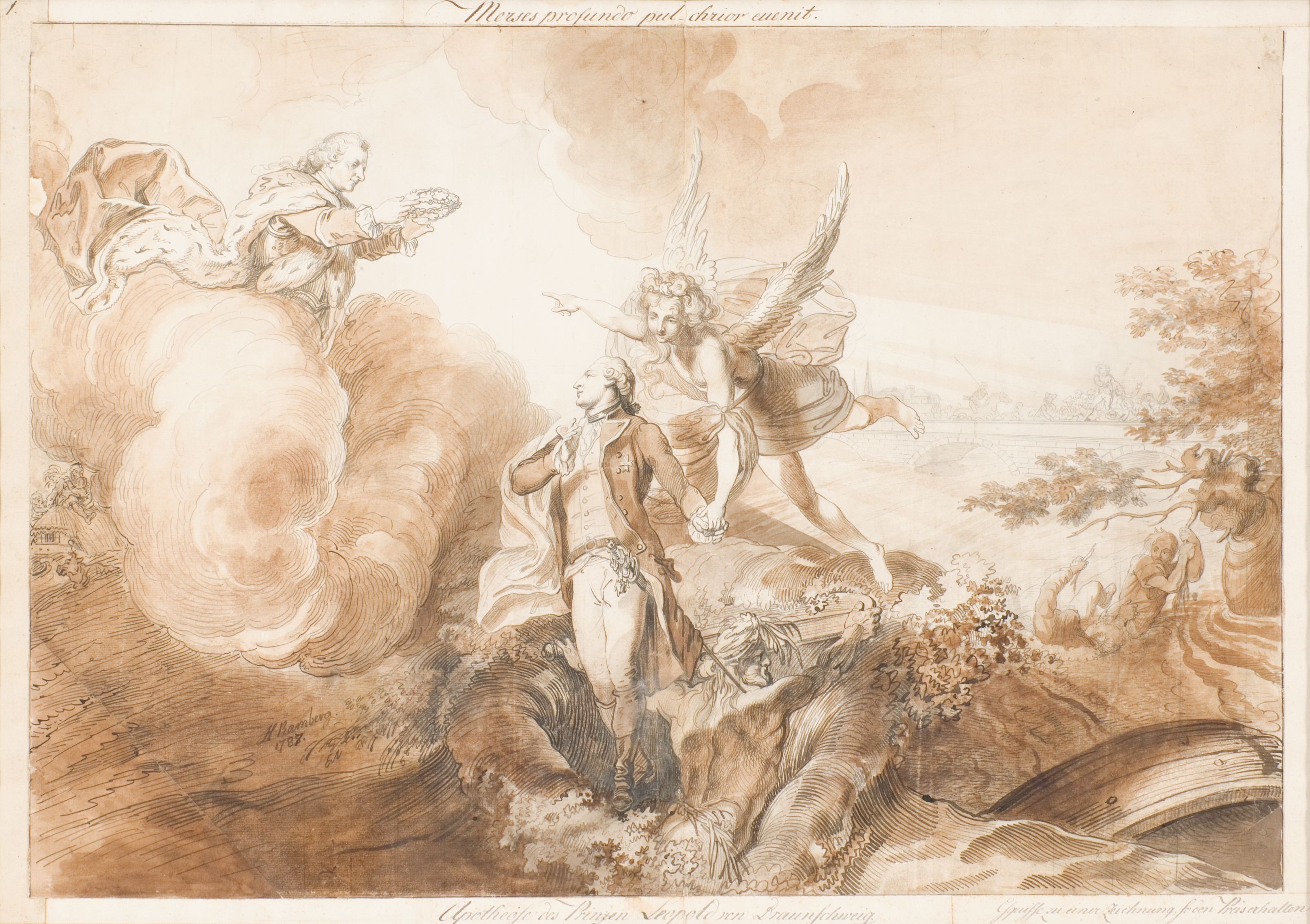
Apotheose des Prinzen Leopold von Braunschweig, 1788
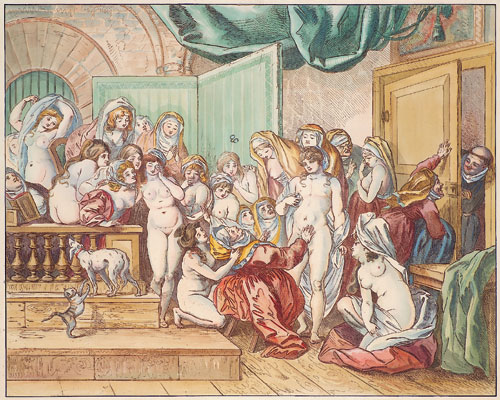
Die Entdeckung – erotische Radierung Rambergs zu La Fontaines Fabel Les Lunettes, 1800
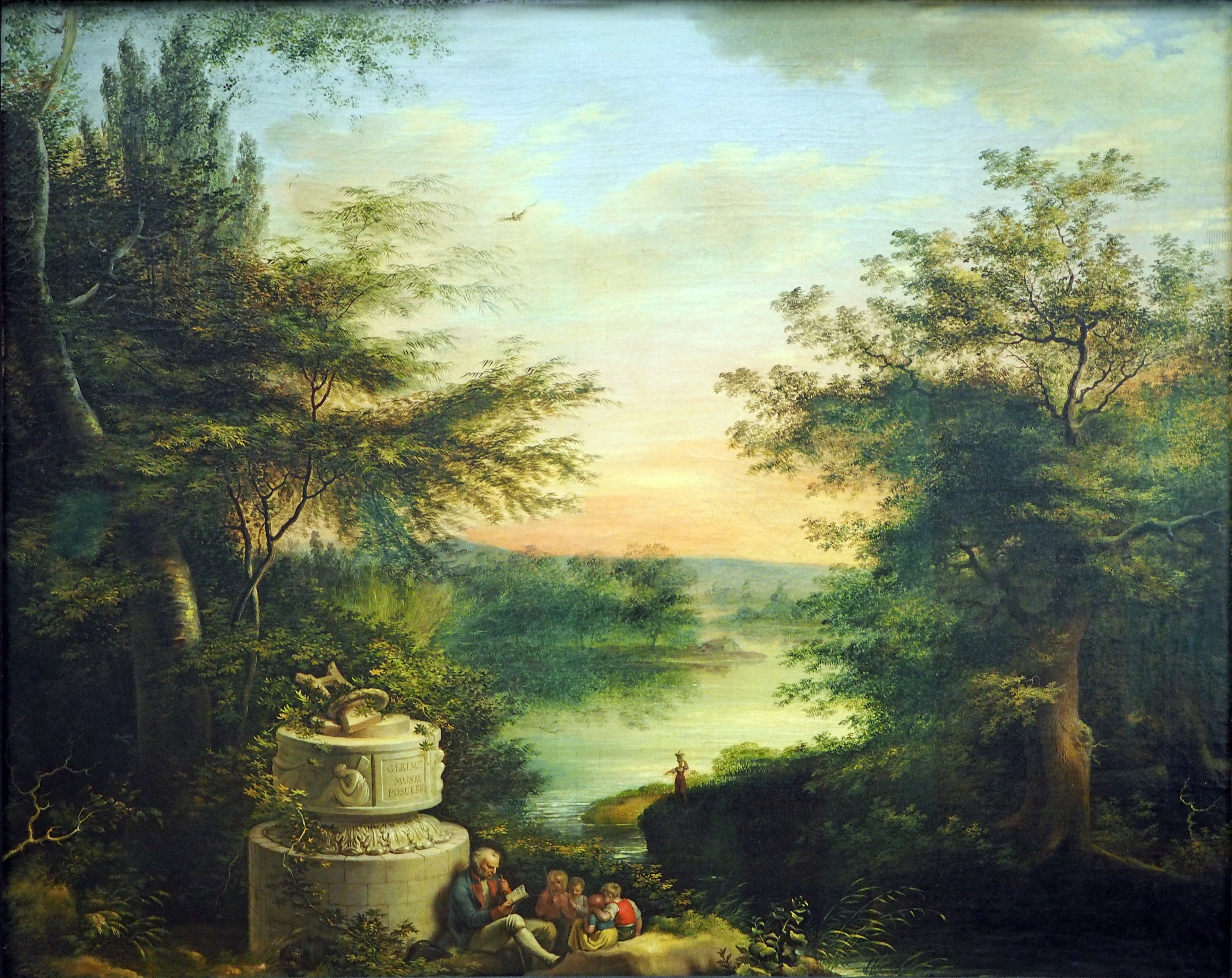
Denkmal des Juristen und Dichters Gleim, 1803
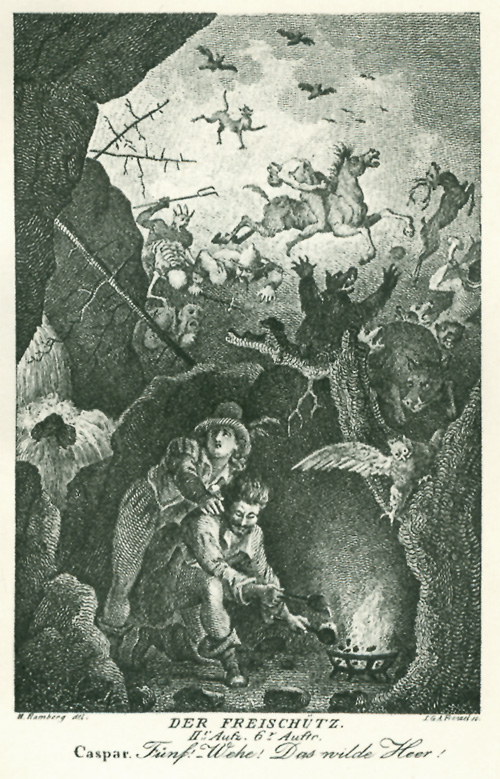
Illustration zu Carl Maria von Weber, Der Freischütz, II. Akt, 6. Auftritt. Das wilde Heer

## Ehrungen und Gedenken
- Die 1889 angelegte Rambergstraße in der Oststadt von Hannover ist nach Ramberg benannt.[11]
- An der Südseite des bis 1913 erbauten Neuen Rathauses in Hannover ist ein Relief mit dem Porträt Rambergs von dem Bildhauer Peter Schumann angebracht.[12]

Von Mai bis Juni 1954 zeigte die Niedersächsische Landesgalerie eine Sonderausstellung über das malerische und zeichnerische Werk Rambergs. 2017 präsentierte das Augustinermuseum in Freiburg im Breisgau im Haus der Graphischen Sammlung: die Sonderausstellung Greiffenegg und Ramberg. Eine Freundschaft in Zeichnungen.